# Yvonne de Gaulle

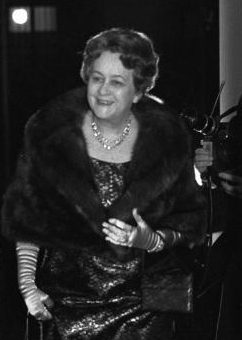
Yvonne de Gaulle

Yvonne de Gaulle, född Yvonne Charlotte Anne Marie Vendroux den 22 maj 1900 i Calais, död 8 november 1979 i Paris, var gift med Charles de Gaulle och därmed Frankrikes första dam 8 januari 1959 till 28 april 1969. De gifte sig 7 april 1921.

## Fotnoter
1. 1 2 3 4 5  matchID, matchID-ID: GoEIqrB03jAn, läst: 24 januari 2021.[källa från Wikidata]
2. 1 2  SNAC, SNAC Ark-ID: w6ds8rz5, läs online, läst: 9 oktober 2017.[källa från Wikidata]
3. 1 2  GeneaStar, GeneaStar person-ID: vendrouxy.[källa från Wikidata]
4. ↑  The Peerage person-ID: p21928.htm#i219271, läst: 7 augusti 2020.[källa från Wikidata]
5. ↑  Darryl Roger Lundy, The Peerage.[källa från Wikidata]